# 古德命名法
古德命名法（Gould designations）是一种星座恒星的命名法，与佛兰斯蒂德命名法类似，以数字和拉丁文所有格的星座名称结合作为恒星命名，在数字编号后加上“G.”(有时也写作“G”)表示这是古德命名法，数字编号从“1”开始，按恒星赤经升序排列。古德命名法中恒星位置所据历元为1875.0，由于岁差恒星的位置已有改变。
古德命名法由美国天文学家本杰明·阿普索普·古尔德于发表于其1879年出版的著作《阿根廷测天图》中。现在，已經不再使用古德命名法，但对于没有佛兰斯蒂德命名法的南天星空，肉眼可见的恒星，由於古德命名法相对於以星表目录编号的名称更为直观而仍然在使用。

## 古德命名法编号包含星座
共有66个星座的恒星具有古德命名法名称，其中有33个星座恒星同时具有佛兰斯蒂德命名法名称。全天88个星座中，高纬度的北天星座未包括于古德命名法中。

### 同时具有佛兰斯蒂德命名法和古德命名法恒星编号的星座
- 宝瓶座
- 天鹰座
- 牧夫座
- 巨蟹座
- 大犬座
- 小犬座
- 摩羯座
- 半人马座
- 鲸鱼座
- 乌鸦座
- 巨爵座
- 海豚座
- 小马座
- 波江座
- 武仙座
- 长蛇座
- 狮子座
- 天兔座
- 天秤座
- 豺狼座
- 麒麟座
- 蛇夫座
- 猎户座
- 飞马座
- 双鱼座
- 南鱼座
- 船尾座
- 人马座
- 天蝎座
- 巨蛇座
- 六分仪座
- 金牛座
- 室女座

### 只具有古德命名法恒星编号的星座
- 唧筒座
- 天燕座
- 天坛座
- 雕具座
- 船底座
- 蝘蜓座
- 圆规座
- 天鸽座
- 南冕座
- 南十字座
- 剑鱼座①
- 天炉座
- 天鹤座
- 时钟座
- 水蛇座
- 印第安座
- 山案座
- 显微镜座
- 苍蝇座
- 矩尺座
- 南极座
- 孔雀座
- 凤凰座
- 绘架座
- 罗盘座
- 网罟座
- 玉夫座
- 盾牌座
- 望远镜座
- 南三角座
- 杜鹃座①
- 船帆座
- 飞鱼座

①：剑鱼座30和杜鹃座47是波得编号，不是古德编号。